# Niki Belucci
Niki Belucci (Budapest, 10 de marzo de 1983), nombre artístico de Pósán Nikolett, es una disc jockey húngara, famosa por su anterior carrera como actriz pornográfica, así como por pinchar música en topless.

## Biografía

### Infancia
Niki Belucci nació en Budapest el 10 de marzo de 1983. Desde muy pequeña se interesó por la gimnasia, deporte que comenzó a practicar cuando tenía cinco años. Durante diez años despuntó en varias modalidades, llegando a ser campeona en las competiciones de su categoría en salto, barras paralelas y plataforma, tanto en individual como por equipos. Sin embargo, después de una grave lesión cuando tenía quince años, decidió abandonar la gimnasia.

### Actriz porno
Después de acabar sus estudios, Niki comenzó a trabajar en una tienda de moda, donde un agente de fotografía erótica la descubrió. Tras posar desnuda en solitario y con un chico, otro agente la buscó y le ofreció trabajar en el cine porno. Niki tenía 19 años cuando grabó su primera película, rodada en Ibiza. Después le seguirían rodajes en Japón, Italia y Hungría. Sin embargo decidió acabar con su carrera como actriz pornográfica después de tan sólo seis meses, cuando se alzó con el título New Found of the year en una ceremonia de entrega de premios del cine porno. Entonces sorprendió a toda la industria al anunciar que se retiraba para dedicarse a su carrera como pinchadiscos.

### DJ
Sin embargo, hasta entonces, Niki sólo había mezclado música  house en pequeñas fiestas y locales. Solía practicar en el E-club, donde conoció a los dj's Spigiboy y DJ Mozsó, quienes la apadrinaron y con quienes hizo su primera gira, llamada Orgazmix tour. Posteriormente, esta colaboración quedaría reflejada en un álbum. Sin embargo, durante esta gira Niki sintió que no era más que un reclamo, dado su pasado pornográfico, por lo que después de tres meses decidió abandonar la colaboración con sus compañeros.
A finales del verano de 2003 Niki conoció a su actual mánager, Fruzsina Rönky, con el que empezó su carrera en solitario como Dj. En octubre de 2004 publicó su primer disco, titulado 1234, a través de la casa MIMA Music Record Publisher. Desde entonces, ha trabajado pasando música en numerosos clubs de Europa, aunque principalmente trabaja en el este, sobre todo de Serbia, Eslovaquia, Rumanía y Austria. En el año 2006, Niki lanzó una nueva canción con el título de Blue Dawn
Su costumbre de pinchar música en Topless ha sido imitada por otras DJ's, dando lugar a una corriente conocida como erotic d'janes. Sin embargo algunas de sus compañeras critican esta tendencia alegando que es “un acto sensacionalista que busca esconder la falta de talento”.
Como DJ, Niki prefiere pinchar música Funk house, Club House y Progresiva, tendencias que se manifiestan en su disco 1234 álbum.

## Discografía
- 1234 (álbum) 2004
- Blue Dawn (canción) 2006

## Filmografía
- 2 Kinky 4 U 2002
- Blowjob Fantasies 17 2003
- Contacts 2003
- Decadent Love 2004
- Euro Babes 6 2003¨
- Euro Girls Never Say No 2 2003
- Fetish Whores 1, 2003
- Garden Of Seduction, 2003
- Hardcore Innocence 7, 2002
- Hustler’s Babes 4: Hot Sex In Ibiza, 2002
- Hustler’s Babes 5: Come For The Pussy, Stay For The Action, 2003
- Legal Skin 10, 2003
- Legal Skin 6, 2002
- North Pole 37, 2003
- Pickup Lines 74, 2003
- Pickup Lines 78, 2003
- Pickup Lines 83, 2004
- Pirate Fetish Machine 11: Fetish Recall, 2003
- POV Up Close And Personal, 2003
- Precious Pink 7, 2002
- Private Eye, 2003
- Private Story Of Lucy Love, 2005
- Private Xtreme 7: Body Shock, 2003
- Two In The Seat 2, 2002
- Victoria’s Wet Secrets, 2004
- Video Adventures Of Peeping Tom 36, 2003
- Voyeur 26, 2003
- Voyeur 27, 2003